# فيليبا غلانفيل
فيليبا غلانفيل (بالإنجليزية: Philippa Glanville)‏ هي أمينة الأرشيف بريطانية، ولدت في 16 أغسطس 1943.